# Olivetti Logos 27
La Logos 27 e la Logos 27-2  sono due calcolatrici elettromeccaniche realizzate dalla Olivetti.
Progettata da Teresio Gassino per la parte meccanica e Ettore Sottsass per il design, fu la massima e ultima espressione della tecnologia meccanica applicata al calcolo (900 cicli al minuto), un progetto ambizioso volto al rilancio della meccanica ma che si rivelò molto costoso in termini economici.
La Logos 27 fu presentata nel 1965 al Bema di New York, insieme alla Olivetti Programma 101.
La macchina, pur avendo elevate prestazioni, ebbe un successo commerciale limitato dalle nuove calcolatrici elettroniche.

## Caratteristiche
Da un punto di vista costruttivo, si trattava di una macchina estremamente complessa, e infatti pur essendo eccezionale per velocità e prestazioni, era molto delicata per la complessità meccanica e quindi non sempre affidabile.
La macchina fu prodotta in 3 versioni: a uno, a due e a tre totalizzatori. La capacità d'impostazione era di 15 cifre, quella del totale di 20.